# Симоненко, Николай Афанасьевич

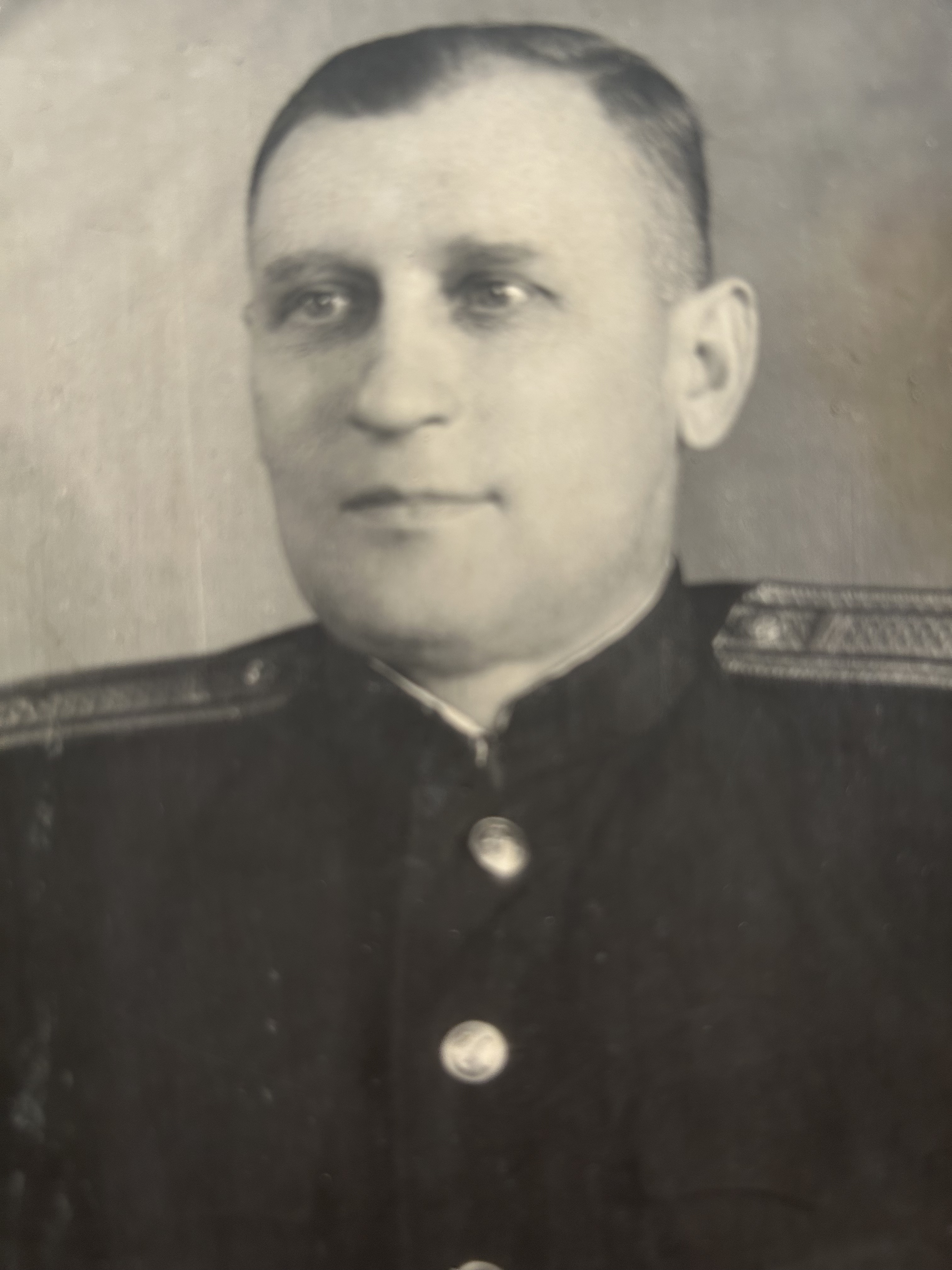
Николай Афанасьевич Симоненко в молодости. Точная дата неизвестна

Николай Афанасьевич Симоненко (2 мая 1906, Синельниково, Екатеринославская губерния — 3 сентября 1986, Симферополь) — начальник вагонного депо станции Симферополь Сталинской железной дороги, Крымская область Украинской ССР, участник Великой Отечественной войны, Герой Социалистического Труда (1959).

## Биография
Родился 2 мая 1906 года в селе Синельниково Павлоградского уезда Екатеринославской губернии, ныне — город Синельниково. По происхождению украинец. После получения начального образования работал на железнодорожной станции Синельниково вплоть до призыва в армию. Участник Великой Отечественной войны с мая 1942 года. Боевой путь прошёл старшиной 3-й роты 1-го батальона 6-й бригады Краснознамённого Балтийского флота. В боях за оборону Ленинграда 6 августа 1942 года он был тяжело ранен, а в ходе штурма сопки в районе Ромбик Ленинградской области 15 марта 1943 года старшина Симоненко повторно получил тяжёлое ранение. Был награждён медалью «За отвагу». После излечения был демобилизован из действующей армии по медицинским показаниям. Вернувшись на родину, продолжил трудиться на железнодорожной станции Синельниково заместителем начальника 10-го вагонного участка. По программе заселения Крыма он переехал в Симферополь и поступил на работу в вагонное депо, а вскоре его возглавил. Под его руководством депо неоднократно побеждало в социалистическом соревновании, было одним из лучших на Сталинской (с 1961 года — Приднепровской) железной дороге. Указом Президиума Верховного Совета СССР от 1 августа 1959 года «за выдающиеся успехи, достигнутые в деле развития железнодорожного транспорта» Симоненко Николаю Афанасьевичу присвоено звание Героя Социалистического Труда с вручением ордена Ленина и золотой медали «Серп и Молот». На пенсии проживал в городе Симферополе Крымской области УССР. Скончался 3 сентября 1986 года. Похоронен на городском кладбище «Абдал-1».

Могила Симоненко на кладбище «Абдал» в Симферополе.

## Награды
Награждён 2 орденами Ленина (01.08.1953; 01.08.1959), орденом Отечественной войны 1-й степени (11.03.1985), медалями, в том числе «За отвагу» (01.05.1942), «За оборону Ленинграда» (22.12.1942). Почётный гражданин города Симферополя (16.07.1964).